# Paul Berberich
Paul Berberich (* 31. Mai 1985 in Lauchhammer) ist ein deutscher Jazzmusiker (Altsaxophon, Flöte, Komposition).

## Leben und Wirken
Berberich wuchs in einer Arztfamilie mit regelmäßiger Hausmusik auf. Als Vierjähriger begann er auf der Blockflöte zu spielen; als Kind sammelte er Erfahrungen im Flötenquartett und mit kleinem Orchester. Mit zwölf Jahren wechselte er ans Saxophon; er besuchte die Kreuzschule und das Landesjugendkonservatorium, um dann auf der Hochschule für Musik Carl Maria von Weber Dresden bei Marko Lackner, Finn Wiesner und Thomas Zoller zu studieren.
In Berberichs Bigband CONtrust Jazz Orchestra, die sich zunächst an Milan Svobodas Contra Band orientierte, spielen seit 2008 Musiker aus Dresden und Berlin. Gemeinsam mit Gitarrist Joachim Wespel und Schlagzeuger Florian Lauer wirkt er seit 10 Jahren im kollaborativen Trio Zur schönen Aussicht. Weiterhin tritt er im Saxophon-Quartett Albis und mit seiner Partnerin, der Sängerin Christine Seraphin, in der Band SoulSom auf. Er ist auch auf Alben mit Sebastian Lohse, der Lena Sundermeyer Band, Mine und mit Mark Weschenfelders Zwitschermaschine zu hören.

## Diskographische Hinweise
- Zur schönen Aussicht: Willkommen (JazzHausMusik 2014)
- Contrust Jazz Orchestra: First Album (JazzHausMusik 2015)[4]
- Zur schönen Aussicht: Willkommen Zuhause (WhyPlayJazz 2016)
- Zwitschermaschine: System for Us (WhyPlayJazz 2019)
- Zur schönen Aussicht: Neu (Boomslang 2023)
- Zwitschermaschine: Looping (Boomslang, 2023)